# 시드 세일러

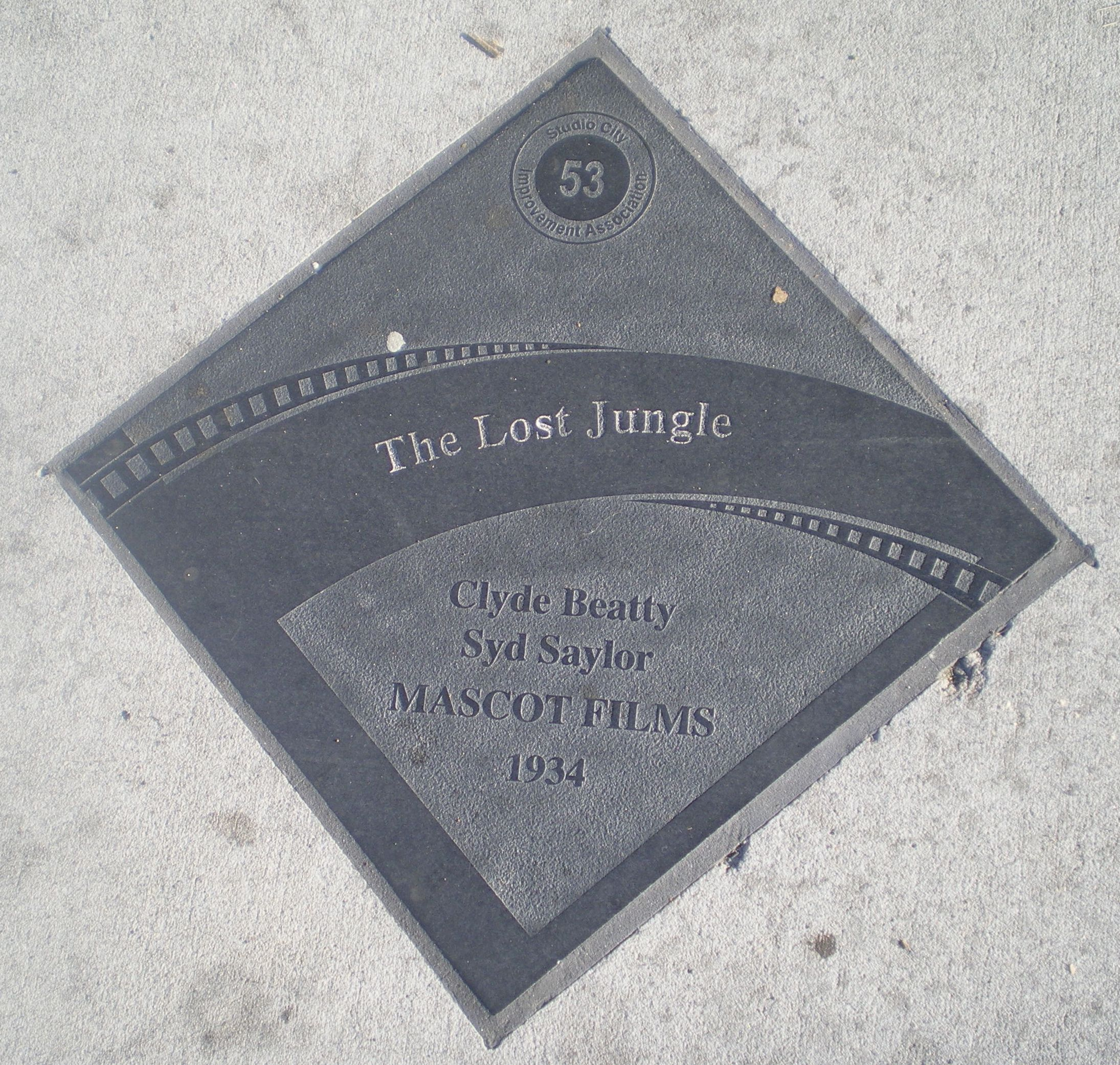

시드 세일러(Syd Saylor, 1895년 3월 24일 ~ 1962년 12월 21일)는 미국의 배우이다.
시카고에서 태어났으며 할리우드에서 사망하였다. 사인은 심근 경색이다.

## 방송
- 매버릭
- 용감한 린티

## 영화
- 저것이 파리의 등불이다 (1957년)
- 거리의 범죄 (1956년)
- 용감한 린티 (1954년)
- 애보트와 코스텔로- 크리스마스 쇼 (1952년)
- 애보트와 코스텔로 4 (1952년)
- 하이 눈 (1952년)
- 애보트와 코스텔로 - 투명인간을 만나다 (1951년)
- 레츠 댄스 (1950년)
- 페일페이스 (1948년)
- 스웰 가이 (1946년)
- 러브 래프 앳 앤디 하디 (1946년)
- 이브 뉴 허 애플스 (1945년)
- 미트 미스 바비 삭스 (1944년)
- 헤이, 루키 (1944년)
- 트루 투 더 아미 (1942년)
- 성조기의 행진 (1942년)
- 철완 짐 (1942년)
- 그레이트 아메리칸 브로드캐스트 (1941년)
- 영 피플 (1940년)
- 아이린 (1940년)
- 렛 프리덤 링 (1939년)
- 리틀 미스 브로드웨이 (1938년)
- 해피 랜딩 (1938년)
- 워킹 데드 (1936년)
- 리듬 온 더 레인지 (1936년)
- 내 사랑 시카고 (1936년)
- 분노 (1936년)
- 트랜서틀랜틱 메리-고-라운드 (1934년)
- 동물원 속의 살인자 (1933년)
- 노라 모란의 원죄 (1933년)
- 더 치프 (1933년)
- 쇼 걸 인 헐리우드 (1930년)